# Armistizio di Bologna
L'Armistizio di Bologna fu un trattato firmato il 23 giugno 1796 fra lo Stato della Chiesa (pontefice Pio VI) e la Francia nella persona del generale Napoleone Bonaparte.

## Storia
Nel marzo 1796 il generale francese Napoleone Bonaparte scatenò l'attacco all'Italia. 

Dopo aver costretto il Regno di Sardegna alla resa con la vittoria di Mondovì (21 aprile 1796), le truppe francesi proseguirono l'avanzata verso il Po. La fortezza di Mantova fu cinta d'assedio il 3 giugno, quindi i francesi rivolsero le armi contro i territori dello Stato Pontificio e del Granducato di Toscana. Bonaparte il 23 giugno si impossessò del poderoso Forte Urbano, sito a una trentina di chilometri da Bologna. 
Firenze e Ferrara aprirono spontaneamente le porte ai francesi. La rapida occupazione delle Legazioni di Bologna e di Ferrara, nonché delle città di Loreto ed Ancona costrinse il Papa ad accettare un armistizio che venne firmato nella città di Bologna il 23 giugno 1796. Con l'armistizio la Santa Sede dovette versare una somma di 21 milioni di scudi, cedere i territori di Bologna e Ferrara, il porto di Ancona e consegnare numerose opere d'arte. Si dispose, inoltre, l'invio di commissari francesi a Roma affinché definissero le condizioni per un accordo duraturo e, perdurando la guerra generale (come nel caso del Piemonte) venne confermato il libero passaggio degli eserciti francesi sul suolo dello Stato Ecclesiastico.
L'anno seguente le clausole dell'armistizio furono riprese ed aggravate nel trattato di Tolentino (19 febbraio 1797), con il quale i francesi pretesero la cessione delle Legazioni di Bologna, Ferrara e Romagna.